# Tuva

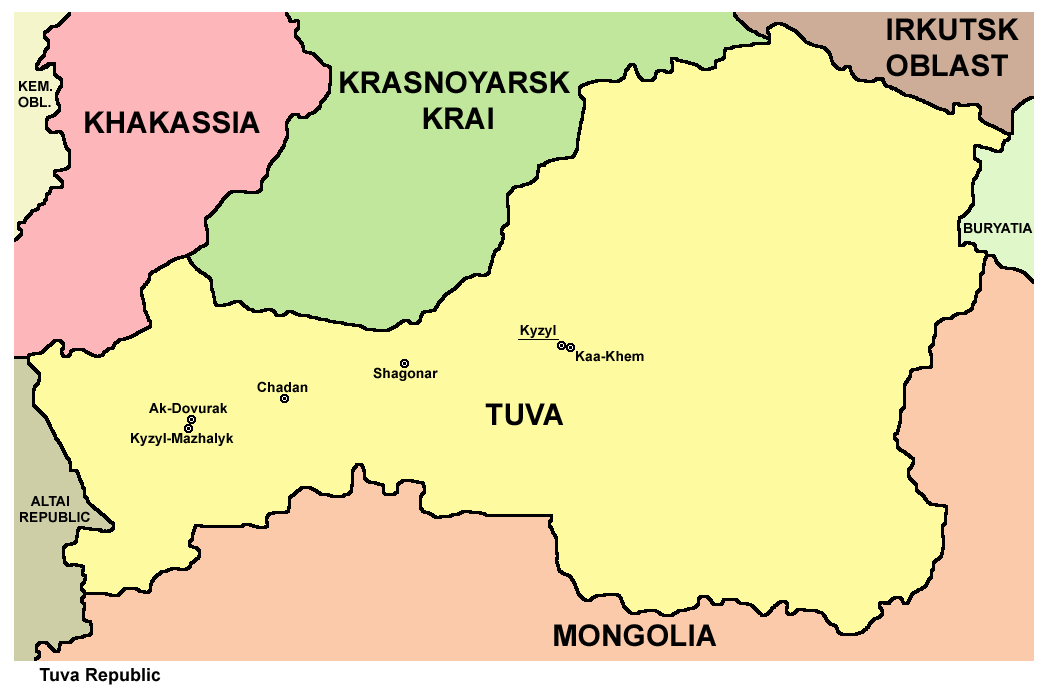

Tuva (hivatalosan Tuvai Köztársaság, oroszul Республика Тыва, tuvai nyelven Тыва Республика) az Oroszországi Föderáció egyik tagköztársasága az ország délkeleti részén. Területe 170 500 km², 2005-ben becsült népessége 305 510 fő volt. A 2021-es népszámláláson a lakosság mintegy 88,7%-a az őshonos tuvai néphez tartozónak vallotta magát.
1912-ig a Csing Birodalom része, majd 1914-től orosz protektorátus volt, 1921-től pedig független állam Tuvai Népköztársaság néven. 1944-ben a Szovjetunió bekebelezte, az OSZSZSZK része lett Tuvai autonóm területként, majd 1961-ben autonóm szovjet szocialista köztársasággá (Tuvai ASSZK) alakult.

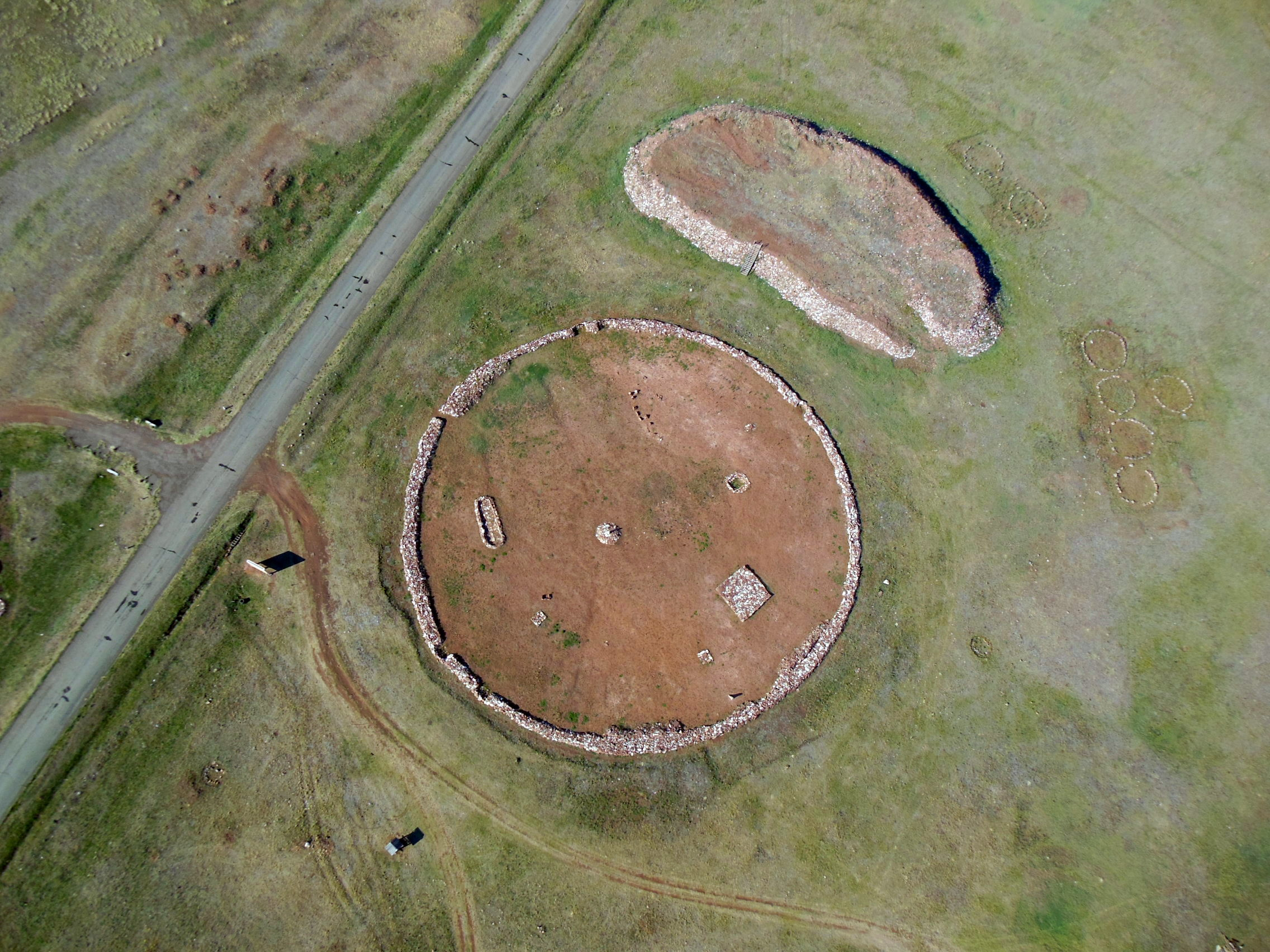
Arzsán-2 kurgán

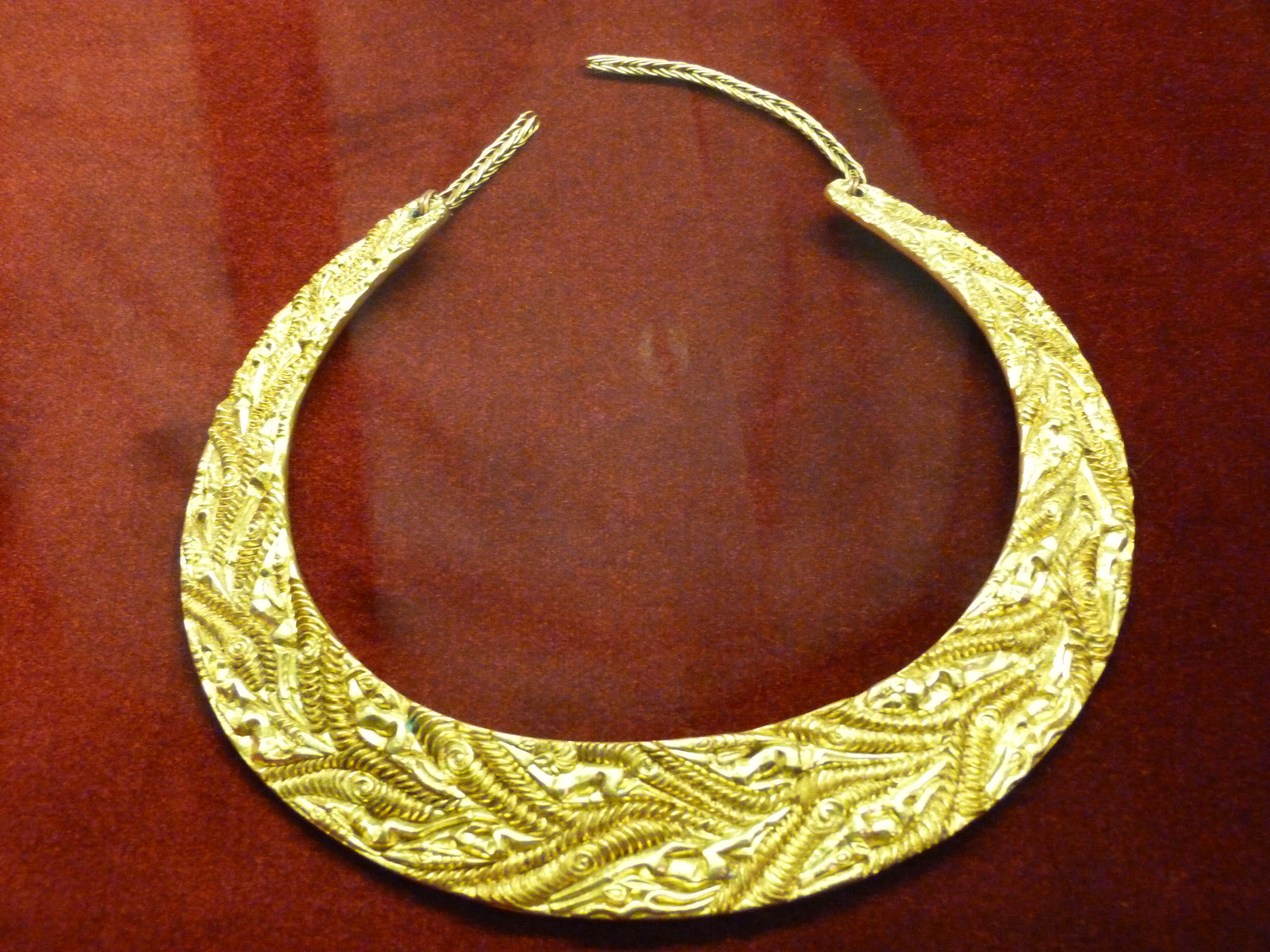
Arzsán-2, szkíta arany melldísz

Tuva neve két tudományterület művelői számára igen ismerősen cseng. Az egyik a fizikusoké, a másik a régészeké. A fizikusok számára egy érdekes epizód Richard Feynman amerikai fizikus terve: szeretett volna eljutni Tuvába a "vasfüggöny" korszakban, de nem sikerült ezt a tervét megvalósítania.
A régészek számára azonban a nevezetes szkíta és hun ásatások kapcsán ismerős a köztársaság neve. Különösen az Arzsán-1 és Arzsán-2 királysírok gazdagsága fordította a régészet és a történettudomány figyelmét Tuvára.

## Települések
Tuvában (a 2010. évi népszámláláskor) 5 város, 1 városi jellegű település és 144 falusi település található, mely utóbbiak közül 2 lakatlan.
A 2010. évi népszámlálás adatai szerint 53% a városi (városokban vagy városi jellegű településeken élő) népesség aránya. A legnagyobb falu népessége meghaladja az ötezer főt, és összesen 12-é éri el a háromezret, melyek együttesen a köztársaság lakosainak 14%-a számára nyújtanak otthont. A településhálózat döntő részét azonban a legfeljebb néhány száz lakosú aprófalvak alkotják.
Tuva városai a következők (2010. évi népességükkel):
- Kizil (109 918)
- Ak-Dovurak (13 468)
- Sagonar (10 956)
- Csadan (9035)
- Turan (4981)

A városi jellegű település:
- Kaa-Hem (15 044)

## Közigazgatás és önkormányzatok
Tuva élén a köztársaság vezetője (glava reszpubliki) áll:
- 2007 – 2021. április 7.: Solban Valerjevics Kara-óol. Hivatali idejének lejárta (2021. szeptember) előtt lemondott.
- Vlagyiszlav Tovariscstajovics Hovalig – Putyin elnök a köztársaság vezetőjének feladatait ideiglenesen ellátó megbízottá nevezte ki. Megbízatása a 2021. szeptemberben esedékes választásig tartott.[2]

A 2021. szeptember 20-i választáson győzött, és szeptember 28-án mint a köztársaság megválasztott vezetőjét beiktatták hivatalába.

### Közigazgatási beosztás
Tuva (a 2010. évi népszámláláskor) közigazgatási szempontból 17 járásra oszlik, melyekre gyakran orosz nyelvű szövegekben is a tuvai kozsuun szót használják. Az 5 város közül 2 (Kizil és Ak-Dovurak) köztársasági alárendeltségű, így nem tartoznak egyik járáshoz sem.
Az önkormányzatok területi beosztása nagyjából megegyezik a közigazgatási felosztással. A 17 járás mindegyikében járási önkormányzat működik, míg Kizil és Ak-Dovurak a járásoktól független városi körzetet alkot egyszintű önkormányzattal, melyek egyszerre gyakorolják a járási és a községi önkormányzati hatásköröket. A járásokhoz összesen 4 városi község – ezek székhelye egy város vagy városi jellegű település – és 120 falusi község tartozik.
A járások és székhelyeik:
- Baj-tajgai járás (Бай-Тайгинский кожуун), Teeli
- Barun-hemcsiki járás (Барун-Хемчикский кожуун), Kizil-Mazsalik
- Csaa-holi járás (Чаа-Хольский кожуун), Csaa-Hol
- Csegyi-holi járás (Чеди-Хольский кожуун), Hovu-Akszi
- Dzun-hemcsiki járás (Дзун-Хемчикский кожуун), Csadan
- Erzini járás (Эрзинский кожуун), Erzin
- Kaa-hemi járás (Каа-Хемский кожуун), Szarig-Szep
- Kizili járás (Кызылский кожуун), Kaa-Hem
- Mongun-tajgai járás (Монгун-Тайгинский кожуун), Mugur-Akszi
- Ovjuri járás (Овюрский кожуун), Handagajti
- Pij-hemi járás (Пий-Хемский кожуун), Turan
- Szut-holi járás (Сут-Хольский кожуун), Szug-Akszi
- Tandai járás (Тандинский кожуун), Baj-Haak
- Todzsai járás (Тоджинский кожуун), Toora-Hem
- Tyere-holi járás (Тере-Хольский кожуун), Kungurtug
- Tyesz-hemi járás (Тес-Хемский кожуун), Szamagaltaj
- Ulug-hemi járás (Улуг-Хемский кожуун), Sagonar